# Вишомеж (гміна Беляни)
Вишомеж (пол. Wyszomierz) — село в Польщі, у гміні Беляни Соколовського повіту Мазовецького воєводства.
Населення — 85 осіб (2011).
У 1975-1998 роках село належало до Седлецького воєводства.

## Демографія
Демографічна структура станом на 31 березня 2011 року:
|          | Загалом | Допрацездатний вік | Працездатний вік | Постпрацездатний вік |
| -------- | ------- | ------------------ | ---------------- | -------------------- |
| Чоловіки | 45      | 5                  | 32               | 8                    |
| Жінки    | 40      | 7                  | 22               | 11                   |
| Разом    | 85      | 12                 | 54               | 19                   |